# Киевски метрополитен
Киевският метрополитен на украински: Київський метрополітен е метросистемата на град Киев – столицата на Украйна.
Метрополитенът е сред най-натоварените метросистеми в света. Той е държавно предприятие. Пълното име на експлоатиращата го организация е Коммунално предприятие „Киевски метрополитен“.

## Снимки

### Линия „Святошинско-Броварска“
- Станция „Житомирска“
- Станция „Театральна“

### Линия „Куренивско-Червоноармийска“
- Станция „Площадь Льва Толстого“

### Линия „Сърецко-Печерска“
- Станция „Върлица“
- Станция „Дворец спорта“

### Подвижен състав
- Вагон метро типа Еж на Святошинско-Броварской линии

## Видео
- Макет лифта для вагонов на станции „Днепр“ в действии (3,9 Mb)